# TCR World Tour
A TCR World Tour egy nemzetközi túraautó sorozat, amelyet a megszűnt Túraautó-világkupa, ismertebb nevén WTCR helyett hoztak létre. A 2023-as évben még nem kapott a FIA státuszt, de már a 2024-es idényre megkapta. Mivel az állandó mezőny száma elenyésző, így az aktuális ország vagy kontinens helyi túraautós mezőnyével együtt versenyeznek.

## Története
2022 októberében bejelentették, hogy megszünik a Túraautó-világkupa. Pár napra rá Marcello Lotti, a TCR kategóriákért felelős szervezet elnöke, bejelentette a TCR World Tour-t. Lotti azt is bejelentette, hogy a világ leghíresebb pályái is helyet kapnak a versenynaptárban, ilyen például az ausztráliai Bathurst-i versenypálya vagy a Makaó utcai pályája.
A 2023-as szezonban 8 fordulót tartottak 4 kontinensen. A szezont a magyar Michelisz Norbert, a csapatbajnokságot a svéd Cyan Racing Lynk & Co csapat nyerte.
A 2024-es szezonban 7 fordulót tartanak 4 kontinensen. A szezont a magyar Michelisz Norbert, a csapatbajnokságot a svéd Lynk & Co Cyan Racing nyerte meg.

## Szezon eredmények
| Szezon | Győztes / Csapat (autó) | Győztes / Csapat (autó)                             | 2. helyezett / Csapat (autó) | 2. helyezett / Csapat (autó)             | 3. helyezett / Csapat (autó) | 3. helyezett / Csapat (autó)                        | Csapat Bajnok / Autó  | Csapat Bajnok / Autó |
| ------ | ----------------------- | --------------------------------------------------- | ---------------------------- | ---------------------------------------- | ---------------------------- | --------------------------------------------------- | --------------------- | -------------------- |
| 2023   | Michelisz Norbert       | BRC Hyundai N Squadra Corse (Hyundai Elantra N TCR) | Yann Ehrlacher               | Cyan Racing Lynk & Co (Lynk & Co 03 TCR) | Robert Huff                  | Audi Sport Team Comtoyou (Audi RS 3 LMS TCR)        | Cyan Racing Lynk & Co | Lynk & Co 03 TCR     |
| 2024   | Michelisz Norbert       | BRC Hyundai N Squadra Corse (Hyundai Elantra N TCR) | Thed Björk                   | Lynk & Co Cyan Racing (Lynk & Co 03 TCR) | Mikel Azcona                 | BRC Hyundai N Squadra Corse (Hyundai Elantra N TCR) | Lynk & Co Cyan Racing | Lynk & Co 03 TCR     |

## Versenyhelyszínek
| Pálya                               | Fordulók száma | Évek        |
| ----------------------------------- | -------------- | ----------- |
| Algarve International Circuit       | 1              | 2023        |
| Circuit de Spa-Francorchamps        | 1              | 2023        |
| Vallelunga Circuit                  | 2              | 2023 - 2024 |
| Hungaroring                         | 1              | 2023        |
| Autódromo Victor Borrat Fabini      | 2              | 2023 - 2024 |
| Autódromo José Carlos Bassi         | 1              | 2023        |
| Sydney Motorsport Park              | 1              | 2023        |
| Mount Panorama Circuit              | 1              | 2023        |
| Guia Circuit                        | 3              | 2023 - 2025 |
| Circuit Moulay El Hassan            | 1              | 2024        |
| Mid-Ohio Sports Cars Course         | 1              | 2024        |
| Autódromo José Carlos Pace          | 1              | 2024        |
| Zhuzhou International Circuit       | 2              | 2024 - 2025 |
| Autódromo Hermanos Rodríguez        | 1              | 2025        |
| Circuit Ricardo Tormo               | 1              | 2025        |
| Autodromo Nazionale di Monza        | 1              | 2025        |
| Circuito Internacional de Vila Real | 1              | 2025        |
| The Bend Motorsport Park            | 1              | 2025        |
| Inje Speedium                       | 1              | 2025        |